# Johnny Otis
Ioannis Alexandres Veliotes, mais conhecido como Johnny Otis (Vallejo, Califórnia, 28 de dezembro de 1921 — Los Angeles, Califórnia, 17 de janeiro de 2012) foi um músico norte-americano de blues e rhythm and blues, além de baterista, pianista, vibrafonista, cantor, líder de banda e empresário. Foi um dos mais importantes personagens brancos da história do rhythm & blues.
Depois de tocar em orquestras de swing, ele fundou sua própria banda em 1945. Com esse grupo, viajou em turnê extensiva pelos Estados Unidos como a "California Rhythm and Blues Caravan" ("Caravana do Rhythm and Blues da Califórnia"), emplacando vários sucessos em 1952.
Como produtor musical ele descobriu vários artistas, tornando-se também um influente disc jockey em Los Angeles. Mas ele continuou a tocar, obtendo grande êxito em 1958 com "Willie and the Hand Jive", que se tornaria sua canção mais conhecida.
Nos anos 60 Otis entrou para o jornalismo e depois para a política, não sendo muito bem sucedido. Ele continuou a tocar nos anos 80, embora seus inúmeros projetos paralelos tenham-no mantido afastado dos palcos por bastante tempo.
Ele está no Hall da Fama do Rock and Roll desde 1994.